# Ewa Urtnowska
Ewa Andrzejewska (født 18. Januar 1992 i Gdańsk, Polen) er en kvindelig polsk håndboldspiller, som spiller for Kram Start Elblag og det polske håndboldlandshold.
Hun deltog under EM i håndbold 2016 i Sverige.